# 湘西盲南鳅
湘西盲高原鳅（学名：Triplophysa xiangxiensis）为輻鰭魚綱鯉形目條鳅科高原鰍属的鱼类，俗名湘西盲条鳅。被IUCN列為易危保育類動物，在中国，分布于湖南湘西土家族苗族自治州龙山县火岩乡虎洞的地下河中、属于沅江水系的支流酉水等，一般生活于地下河。该物种的模式产地在湖南龙山县火岩乡飞虎洞，属沅江水系的支流酉水，本魚體延長，頭部扁平，眼睛退化，口下位，嘴唇光滑，具觸鬚3對，體無鱗片，側線完整，體呈淡紅色，魚鰭透明，尾鰭分叉，上葉較下葉長，胸鰭平直，第1根鰭條延長，體長可達10公分，棲息在洞穴底層水域，活習性不明。

## 扩展阅读
維基物種上的相關：湘西盲南鳅